# Claudia Lux
Claudia Lux (nascuda el 24 de març de 1950 a Gladbeck, Alemanya) és una bibliotecària alemanya. Va ser presidenta de la Federació Internacional d'Associacions de Biblioteca i Institucions - IFLA (2007-2009).

## Vida i educació
Després d'estudiar Ciències Socials, Lux es va doctorar en Sinologia el 1985 a la Universitat del Ruhr a Bochum. Va començar a treballar com a sinòloga a la Biblioteca Estatal a Alemanya.
Va treballar al Departament d'Àsia de l'Est de la Biblioteca Estatal de Berlín i va participar en diversos projectes d'investigació. Va exercir com a directora de la Biblioteca del Senat i el 1997 va ser directora general de la Biblioteca Central i Regional de Berlín.
De 1995 a 2004 va ser la presidenta de l'Associació de Bibliotecaris Alemanys i membre del Comitè Nacional de l'IFLA. De 2007 a 2009 va ser elegida president de la Federació Internacional d'Associacions de Biblioteca i Institucions (IFLA). Va ser la successora de l'australià Alex Byrne i, després de Gustav Hofmann i Hans-Peter Geh, Lux va ser el tercer alemany a ocupar el rol de president de l'IFLA. Lux ha estat Professora Honorària de l'Institut de Ciència de la Informació i Bibliotecologia de la Universitat Humboldt a Berlín des de 2006.
L'1 d'abril de 2012 Claudia Lux va deixar el càrrec de directora general de la Biblioteca Central i Regional de Berlín. Es va traslladar a Qatar on va treballar com a directora de projecte a la Biblioteca Nacional de Qatar.

## Treballs
- Der politisch-ökonomische Entscheidungsprozess in China, 1937-1945 : die Yań'an-Periode, 1986. ISBN 3-88339-495-5.
- Das Bibliothekswesen der Volksrepublik China, 1986. ISBN 3-598-21127-9.
- Entgelte in Bibliotheken : Wechselwirkungen zwischen Gebühren u. Dienstleistungen.  Berlín: Dt. Bibliotheksinst, 1988. ISBN 3-87068-876-9. (juntament amb Günter Beyersdorff)
- Teaching library in Deutschland : Vermittlung von Informations- und Medienkompetenz als Kernaufgabe für öffentliche und wissenschaftliche Bibliotheken, 2004. ISBN 3-934997-11-2.